# Primera Batalla d'Adobe Walls
La primera batalla d'Adobe Walls va ser una batalla que va enfrontar l'exèrcit dels Estats Units d'Amèrica i els amerindis americans. Les tribus dels kiowes, els comanxes i els apatxes de les planúries (apatxe kiowa) van presentar batalla a una força expedicionària estatunidenca que es trobava allí per fer front als atacs contra assentaments europeus situats al sud-oest del país. La batalla, que va tenir lloc el 25 de novembre de 1864, va acabar amb poques baixes entre els dos bàndols, tot i que va ser el més rellevant que tingué lloc a les Grans Planes.